# 코코엔터테인먼트
코코엔터테인먼트는 대한민국의 개그맨 기획사이다.
김준호가 설립한 회사로 유명하며 김대희, 김준호파이기도 하다. 2015년 1월 24일 폐업을 공식발표했다. 하지만 지금 "코코엔터 폐업이라는건 허위 주장이다"라는 주주들의 말로 논란이 일고 있다.

## 같이 보기
- 쇼타임엔터테인먼트